# Султанат Могадішо
Султанат Могадішо (сом. Saldanadda Muqdisho , араб. سلطنة مقديشو) (період 9- 13 століття), також відомий як Королівство Магадазо, середньовічна держава з центром на півдні Сомалі . Була одною з визначніших держав Африканського Рогу під владою Фахр ад-Діна, перш ніж стати частиною розширюваної Імперії Аджурану в 13 столітті. Султанат Могадішо підтримував розгалужену торгову мережу, домінував у регіональній торгівлі золотом, карбував власну монету та залишив велику архітектурну спадщину на сучасному півдні Сомалі.

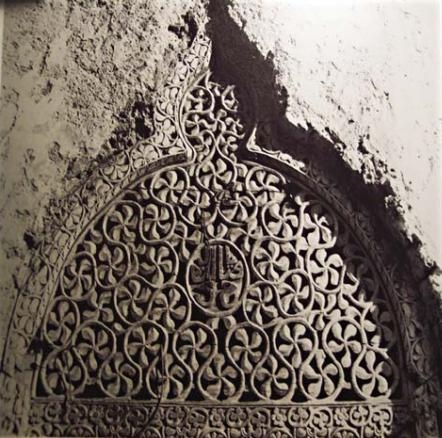
Вхід в кораловий кам'яний будинок у Могадішо.

Етнічне походження засновників Могадішо було предметом багатьох дискусій сомалійських досліджень . І. М. Льюїс стверджував, що місто було засноване та керувалося радою арабських та перських сімей. . Але зараз загальновизнано, що на узбережжі Сомалі, на той час, вже існували громади з місцевими африканськими елітами, у яких арабські та перські сім'ї повинні були просити дозволу поселитися у своїх містах.
Це підтверджується грецьким документом І століття нашої ери «Періпл Еритрейського моря», де детально описуються численні розвинені портові міста в стародавньому Сомалі, а також ототожнення давнього Сарапіона з містом, де згодом виникне Могадішу. Коли Ібн Баттута відвідав Султанат у 14 столітті, він визначив султана як людину барбарійського походження, що є давнім терміном для опису предків сомалійського народу . На думку Росса Е. Данна, ні Могадішо, ні будь-яке інше місто на узбережжі не можна вважати анклавами арабів або персів, тому що насправді вони були африканськими містами.

## Історія

### Султанат Могадішо
Протягом багатьох років Могадішо функціонував як найвидатніше місто в Білад аль-Барбар ("Країна берберів "), як середньовічні носії арабської мови називали узбережжя Сомалі. Після свого візиту до міста сирійський історик 12-го століття Якут аль-Хамаві (колишній раб грецького походження) написав глобальну історію багатьох місць. Він відвідав Могадішо, і назвав його найбагатшим і найпотужнішим містом та центром Ісламу на всьому узбережжі Індійського океану.
Під час археологічних розкопок було знайдено багато монет з Китаю, Шрі-Ланки та В'єтнаму . Більшість китайських монет датуються династією Сун, хоча, за словами Річарда Панкхерста, монети династій Мін та Цин також знаходили

### Аджуранський султанат

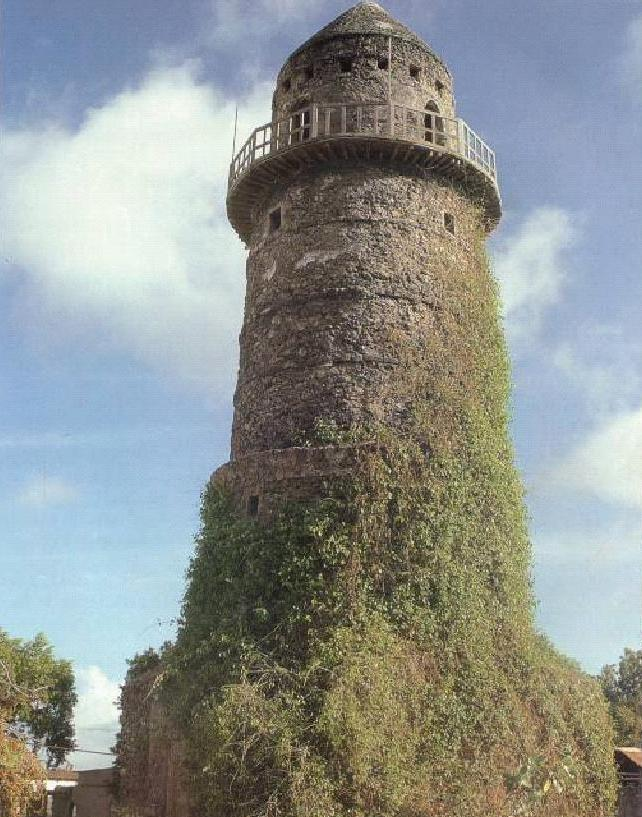
Вежа Альмнара, Могадішо.

На початку 13 століття Могадішу разом з іншими прибережними та внутрішніми сомалійськими містами на півдні Сомалі та східній Абіссінії потрапив під контроль Аджуранського султанату та пережив ще один Золотий Вік. До 1500-х років Могадішо вже не був васальною державою і став повноцінним Аджуранським містом. Сім'я Мудуффар, з Аджурану заснувала в місті династію, таким чином, об'єднавши, обидва державних утворення на наступні 350 років.
Під час подорожей Ібн Саїд аль-Магрібі (1213—1286) зазначав, що місто Могадішо вже стало провідним ісламським центром у регіоні. На час появи марокканського мандрівника Ібн Баттути на сомалійському узбережжі в 1331 році місто було в зеніті свого процвітання. Він описав Могадішо як «надзвичайно велике місто» з багатьма багатими купцями, яке славилося своїми високоякісними тканинами, які, серед іншого, експортувалися до Єгипту . Він також зазначає гостинність жителів Могадішо та те, як місцеві жителі гостинно приймають мандрівників у себе в оселях, щоб допомогти місцевій економіці. Після прибуття в гавань Могадішо маленькі човни підходили до судна, що прибуває, і місцеві мешканці пропонували їжу та запрошення до оселі торговцям на кораблі. Якщо купець приймав таку пропозицію, то він був зобов'язаний поселитися в будинку цієї людини і прийняти їх послуги в якості агента з продажу у будь-якої справі, яку вони здійснювали в Могадішо Баттута додав, що містом правив сомалійський султан Абу Бакр ібн Шейх'Умар який був мавром і вільно розмовляв місцевою сомалійською говіркою або Банадірі (або, як іменовав її Ібн Баттута,- Бенадір). Султан також мав свиту візирів (міністрів), юридичних експертів, командирів, королівських євнухів та інших чиновників. Ібн Халдун (1332—1406) зазначав у своїй книзі, що Могадішо був величезним метрополісом . Він також стверджував, що в місті мешкало багато заможних купців .
В цей період жив Абд аль-Азіз аль-Могадіші, одна з визначних фігур султанату, якого Ібн Баттута називав губернатором і правителем Мальдівів Його ім'я носила мечеть, яка протягом століть залишалася одною з провідних архітектурних ознак міста.

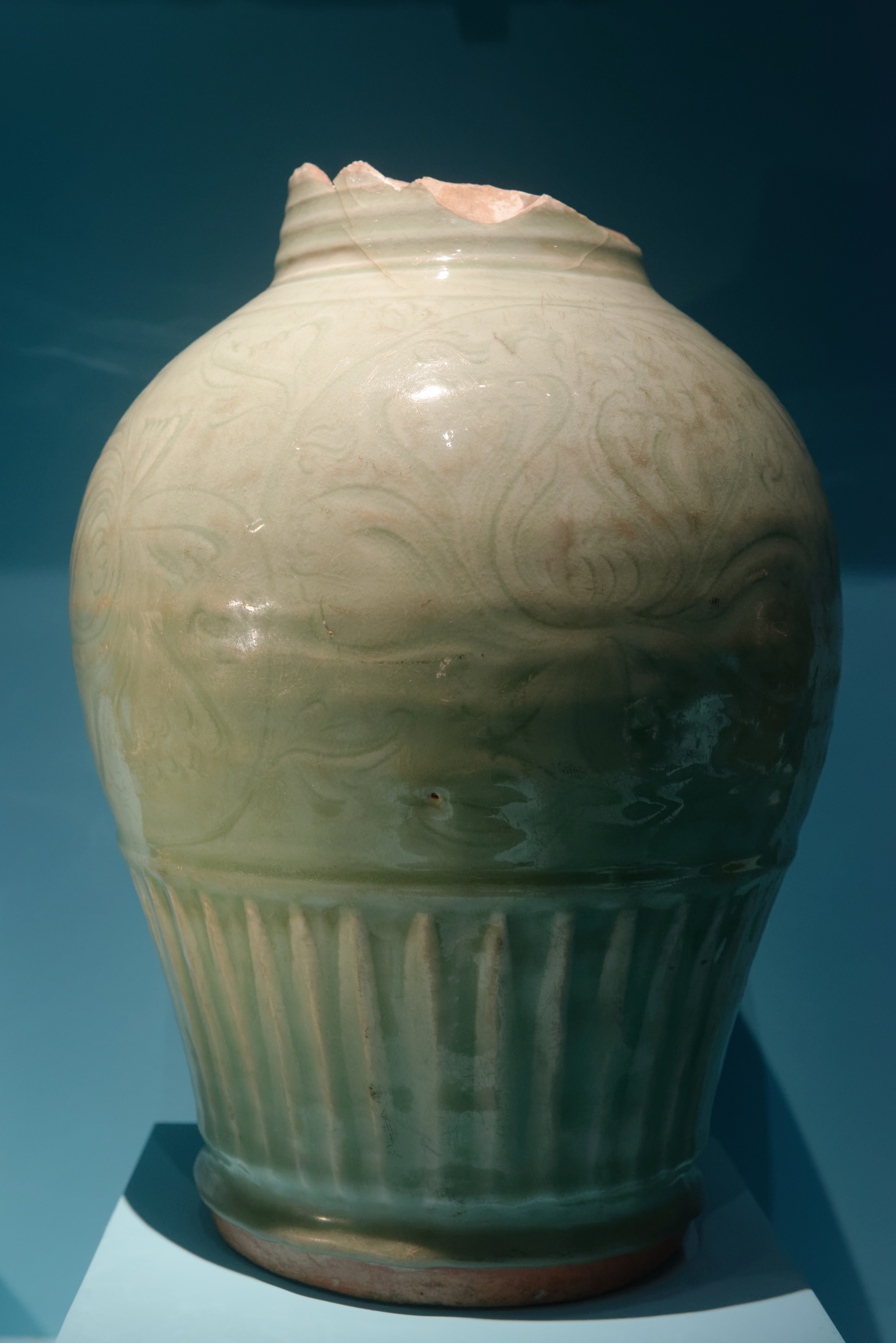
Селадонова ваза епохи династії Юань з Могадішо.

Султанат Могадішо направив послів до Китаю для встановлення дипломатичних зв'язків, створивши першу в історії африканську спільноту в Китаї, і найбільш відомим був Саїд аль-Могадіші, який був першим африканцем, який ступив на землю Китаю . Натомість імператор Йонг Ле, третій імператор династії Мін (1368—1644), відправив один з найбільших флотів в історії для торгівлі з султанатом. Флот під керівництвом знаменитого Чжен Хе прибув до Могадішо, в часи коли місто було в зеніті. Поряд із золотом, ладаном і тканинами, Чжен повернувся до Китаю в перше в історії з дикими тваринами Африки, серед яких були бегемоти, жирафи та газелі .
Васко Да Гама, який мандрував в цих краях в 15 столітті, зазначав, що це було велике місто з будинками висотою чотири-п'ять поверхів і великими палацами в центрі, а також безліччю мечетей з циліндричними мінаретами. У 16 столітті Дуарте Барбоза зазначив, що багато кораблів з королівства Камбая плавали до Могадішо з тканинами та спеціями, за які вони натомість отримували золото, віск та слонову кістку . Барбоза також наголошував на великій кількості м'яса, пшениці, ячменю, коней та фруктів на прибережних ринках, що приносило величезні прибутки купцям. Могадішо, як центр потужного ткацького промислу, відомий як toob benadir (орієнтований на ринки Єгипту та Сирії) разом із Маркою та Баравою також служив транзитною зупинкою для купців суахілі з Момбаси та Малінді та для торгівлі золотом з Кілвою . Єврейські купці з Ормузу також привозили свій індійський текстиль та фрукти на узбережжя Сомалі в обмін на зерно та деревину.
Португальській імперії не вдалося завоювати Могадішо, коли флот видатного та могутнього португальського мореплавця та вояка Жоао де Сепувельди був вщент розбитий потужним флотом Аджурану у битві при Бенадірі .
За словами дослідника 16 століття, Лева Африканського корінні мешканці держави Могадішо мали таке саме походження, як і мешканці міста Сейли, що на північ, столиці Адальського султанату . Вони, як правило, були високого зросту з оливковою шкірою обличчя, а деякі темнішими. Вони носили традиційний одяг з насиченого білого шовку, обмотавши навколо своїх тіл, ісламські тюрбани, а прибережні люди носили лише саронги, і арабську мову вживали тільки як lingua franca. Їх озброєння складалося з традиційної сомалійської зброї, такої як мечів, кинджалів, списів, бойових сокир та луків, хоча вони також отримували допомогу від їхнього найближчого союзника Османської імперії, звідки до них потрапляла вогнепальна зброя, така як мушкети та гармати . Більшість з них були мусульманами, хоча деякі з них дотримувались язичницьких традицій бедуїнів; була також верства абіссінських християн далі вглиб країни. Сам Могадішо був багатим і добре побудованим містом-державою, який підтримував комерційну торгівлю з королівствами по всьому світу. Місто мегаполісу було оточене мурованими кам'яними укріпленнями.

## Торгівля

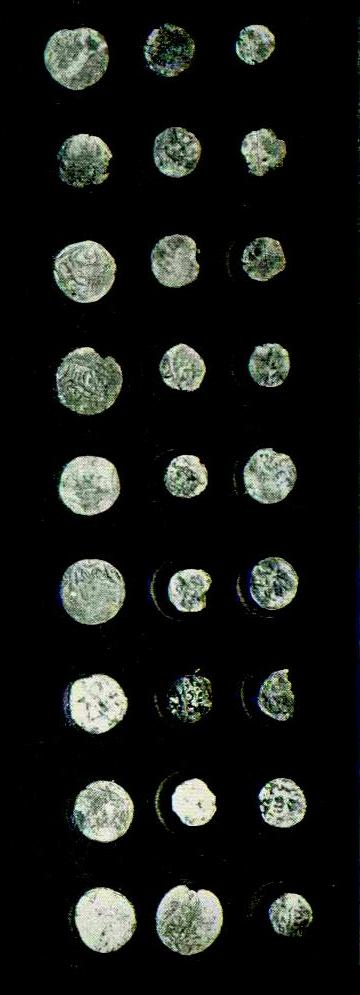
Валюта Могадішо.

Сомалійські купці з Могадішо заснували в Мозамбіку колонію для видобутку золота з шахт у Софалі . Протягом 9 століття султанат карбував власну монету для своєї середньовічної торгової імперії в Індійському океані . Він централізував свою комерційну гегемонію, карбуючи монети для сприяння регіональній торгівлі. Валюта мала імена 13 послідовних султанів Могадішо. Найдавніші монети датуються 923-24 роками, і на них нанесено ім'я Імсаїл ібн Мухахамад, тодішній султан Могадішу. На звороті монет вписані імена чотирьох халіфів Праведного халіфату . Інші монети також карбувались у стилі діючих халіфату та османських монет. Монети султанату були в широкому обігу. Їх знаходили аж у сучасних Об'єднаних Арабських Еміратах, де була знайдена монета з ім'ям сомалійського султана 12 століття Алі Юсуфа. Бронзові фігури, що належали султанам Могадішо були також виявлені в Беліді поблизу Салала в Дофарі .

## Султани Могадішо
Відомі наступні імена правителів султанату:
- Абу-Бакр бен Фахруддін
- Ісмаїл бен Мухаммад
- Ар-Рахман бен Мусаїд
- Юсуф бен Саїд
- Султан Мухаммед
- Расул бен Алі
- Юсуф бен Абу-Бакр
- Малик бен Саїд
- Султан Умар
- Зубайр бен Умар

Відомості про султанів Могадішо в основному здобуті з написів на монетах які карбувалися в Могадішо. Однак дати їх правління та генеалогічні стосунки неясні. В приватній колекції монет, знайдених у Могадішо, виявлено монети з іменами мінімум 23 султанів. Засновником Султанату, як вважається, був Фахр аль-Дін, який був першим султаном Могадішу та засновником династії Фахр-аль-Дін. Незважаючи на те, що лише кілька з монет були точно датовані, відомо що перші монети султанату Могадішо були викарбувані на початку 13 століття, а останні випущені приблизно на початку 17 століття. Для торгівлі валюту Могадішо також використовував Аджуранський султанат, який наприкінці 16 століття став союзником династії Музаффарів з Могадішо. Монети Могадішо були знайдені аж на території сучасних Об'єднаних Арабських Еміратах на Близькому Сході .